# Stenochorema crassicosta
Stenochorema crassicosta är en nattsländeart som beskrevs av Schmid 1955. Stenochorema crassicosta ingår i släktet Stenochorema och familjen Hydrobiosidae. Inga underarter finns listade i Catalogue of Life.